# Amersham
Amersham är en stad och civil parish i grevskapet Buckinghamshire i England. Staden ligger i kommunen Buckinghamshire i Chiltern Hills, 43 kilometer nordväst om centrala London. Tätortsdelen (built-up area sub division) Amersham hade 23 086 invånare vid folkräkningen år 2011.